# 설산 (전한)
설산(薛山, ? ~ 기원전 162년)은 전한 초기의 제후로, 개국공신 설구의 아들이자 승상 설택의 아버지이다.

## 생애
혜제 7년(기원전 188년), 설구의 뒤를 이어 광평후(廣平侯)에 봉해졌다.
문제 후2년(기원전 162년)에 죽으니, 시호를 정(靖)이라 하였고 작위는 아들 설택이 이었다.

## 출전
- 사마천, 《사기》 권18 고조공신후자연표

| 전임 아버지 광평경후 설구 | 전한의 광평후 기원전 187년 ~ 기원전 162년 | 후임 아들 설택 |